# آزمایش زندان استنفورد

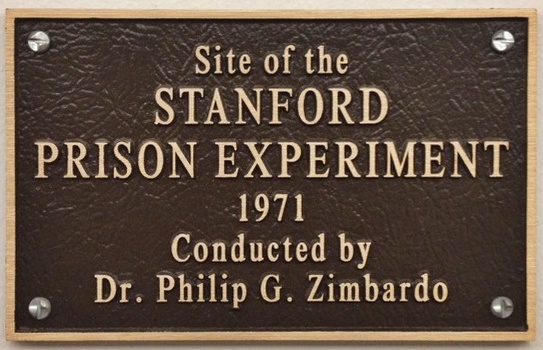
یک پلاک در محل آزمایش زندان استنفورد

آزمایش زندان استنفورد یکی از معروف‌ترین و به نقلی خطرناک‌ترین آزمایش‌های روانشناسی است که تاکنون انجام شده‌است. در این آزمایش که به سرپرستی دکتر فیلیپ زیمباردو در دانشگاه استنفورد در سال ۱۹۷۱ انجام شد، چندین دانشجوی سالم از نظر روانی به صورت آزمایشی نقش‌های زندانی و زندان‌بان را پذیرفتند.
نتایج آزمایش حیرت‌آور بود، پس از گذشت چند روز اکثر زندانبانان رفتارهای شدید دگرآزارانه از خود نشان دادند. آزمایش به خاطر ترس از کنترل خارج شدن وضعیت بعد از ۶ روز متوقف شد.
بر خلاف همهٔ نوشته‌ها در مورد آزمایش استنفورد، در کتاب «آدمی یک تاریخ نوید بخش» می‌توان جنبهٔ دیگر ماجرا را دید. چیزی که توجه را جلب می‌کند این است که اغلب نگهبانان آزمایش، در مورد اعمال راهکارهای خشن، مردد بودند. دوسومشان حاضر نشدند در بازیهای دگرآزارانه شرکت کنند. یک سومشان با زندانیان مهربان بودند. و این موضوع زیمباردو و تیمش را کلافه می‌کرد. یکی از نگهبانان قبل از آغاز آزمایش استعفا داد و گفت نمی‌تواند از رهنمودها تبعیت کند. اغلب افراد به این دلیل ادامه دادند که زیمباردو پول خوبی می‌داد.

## هدف آزمایش
زیمباردو در طول زندگی حرفه‌ای طولانی خود، به دنبال درک قدرت موقعیت‌هایی است که منجر به فساد و تبعیت از افراد می‌شود، به مسئله اخلاق پرداخته است. آزمایش زندان استنفورد در سال 1971 بدنام ترین مطالعه او بود ظاهراً "آزمایش" بدنام زندان استنفورد برای یافتن پاسخ این سؤالات طراحی شد محقق اصلی فیلیپ زیمباردو گزارش داد که می‌خواست ببیند مردم چگونه به نقش‌های تعیین‌شده کاملاً متفاوت واکنش نشان می‌دهند: آیا شرکت‌کنندگان علیه آن‌ها شورش می‌کنند یا به‌طور یکپارچه وارد آن‌ها می‌شوند؟ آیا از روی صفات شخصیتی و ذاتی زندانیان و زندانبانان، می‌توان علت بدرفتاری‌هایی را که در زندان‌های آمریکا می‌شود درک کرد ؟

## شرح آزمایش
زیمباردو و همکارانش به آن دسته از فرایندهای روان شناختی که در افرادی با نقش زندانبان و زندانی روی می‌دهد علاقه‌مند بودند. آن‌ها در زیرزمین دپارتمان روان‌شناسی یک زندان درست کردند و در یک روزنامهٔ محلی آگهی دادند به این مضمون که برای یک آزمایش روان‌شناسی، به تعدادی افراد واجدالشرایط نیاز دارند، و برای شرکت در آن، حقوق خواهند داد.
از بین ۷۵ نفر که به آگهی پاسخ دادند، ۲۴ نفر که از لحاظ سلامت فیزیکی و روانی در وضعیت بسیار نرمال و خوب قرار داشتند انتخاب شدند. خود زندان در زیرزمین دپارتمان روان‌شناسی بود. یک دانشجوی لیسانس و جزو دستیاران تحقیق، «رئیس زندان»، و زیمباردو، «سرناظر» یا سرپرست زندان بود. زیمباردو تعداد شرط و شروط خاص را به آزمودنی‌ها اعلام کرد و امیدوار بود که با آنها، بتواند سردرگمی، شخصیت‌زدایی، و فردیت‌زدایی را تشدید کند.

### خصوصیات شرکت‌کنندگان
خصوصیات این افراد چنین بود: دانشجو، سفیدپوست، از طبقهٔ متوسط، بالغ (از لحاظ عقلی)، با ثبات (از لحاظ هیجانی)، نرمال، و باهوش، از سراسر آمریکا و کانادا. هیچ‌یک از آن‌ها سابقهٔ زندان نداشت، و ظاهراً، همهٔ آن‌ها به اصول و ارزش‌های اخلاقی مشابهی پایبند بودند. با شیر یا خط، ۱۲ نفر زندانبان و ۱۲ نفر دیگر، زندانی شدند. زیمباردو با ادارهٔ پلیس محلی صحبت کرده، و آن‌ها قبول کردند تا در این آزمایش با او همکاری کنند.

### شروع آزمایش
زندانی‌ها
«زندانی‌ها» در خانه‌های خود در نقاط مختلف شهر نشسته بودند که یک ماشین پلیس به‌طور غیرمنتظره جلوی خانهٔ آن‌ها پارک کرد، مأمورانی با لباس پلیس آن‌ها را دستنبند و چشمبند زدند و به زندان مصنوعی بردند، بازرسی بدنی کردند، مایع ضد شپش روی آن‌ها ریختند، عکس گرفتند، انگشت نگاری کردند، لباس زندانی به آن‌ها دادند، به جای اسم، به آن‌ها شماره دادند، و آن‌ها را با دو زندانی دیگر داخل سلولی با میله‌های آهنی انداختند.به زندانیان روپوش‌هایی گل و گشاد و کلاه‌های تنگ داده شد تا دائم در عذاب باشند. زندانبان‌ها زندانی‌ها را با شماره صدا می‌کردند، و این شماره‌ها روی لباس زندانی‌ها دوخته شده بود. یک زنجیر به پاهایشان بسته بودند تا یادشان باشد که زندانی هستند.
زندان‌بان‌ها
به آزمودنی‌هایی که نقش زندانبان داشتند، یونیفرم‌های خاکی رنگ، باتوم، سوت، و عینک‌های رفلکتیو (آینه‌ای) و اسلحه داده شد، به آن‌ها گفته شد که هر طور بخواهند می‌توانند زندان را اداره کنند ولی حق ندارند از تنبیه بدنی استفاده کنند.
اما در مورد باتوم‌هایی چوبی،
آنها حق نداشتند با آن‌ها زندانیان را بزنند. هدف از این کار این بود که زندانبانان نشان دهند که در چه مقامی هستند. به آن‌ها لباس و شلوار خاکی شبیه به لباس زندانبانان داده شد. این لباس‌ها از یک فروشگاه لباس‌های ارتشی خریده شده بودند. همچنین، به آن‌ها عینک‌های آینه‌ای داده شد تا از «تماس چشمی» ممانعت شود.

### روزشمار
روز قبل از آزمایش
روز قبل از آزمایش، یک جلسهٔ توجیهی برای زندانبانان گذاشته شد. در طول این جلسه، به آن‌ها گفته شد که نمی‌توانند به زندانیان آسیب فیزیکی برسانند. زیمباردو، به عنوان سرپرست زندان، به نگهبانان گفت: «می‌توانید در زندانی‌ها احساس حوصله سررفتگی، و تا اندازه‌ای احساس ترس ایجاد کنید. می‌توانید این احساس را در آن‌ها به وجود آورید که زندگی آن‌ها کاملاً تحت کنترل ماست، تحت کنترل سیستم، شما، و من است. باید آن‌ها را متوجه کنید که هیچگونه حریم شخصی ندارند. ما فردیت آن‌ها را به شیوه‌های مختلف از آن‌ها خواهیم گرفت. به‌طور کلّی، همهٔ این کارها باید به یک حس ناتوانی، درماندگی، و بیقدرتی منجر شود؛ یعنی، در این موقعیت، همهٔ قدرت دست ماست و آن‌ها هیچ قدرتی در اختیار ندارند.»
روز اول و دوم
روز اول حادثه اتفاق خاصی نیفتاد، اما روز دوم شورش شد. زندانی‌های سلول شمارهٔ ۱، با تخت خواب‌های خود درب سلول را مسدود کردند و کلاه‌هایشان را درآوردند. آن‌ها از بیرون آمدن امتناع کردند و هیچ‌یک از کارهایی را که نگهبانان به آن‌ها می‌گفتند انجام ندادند. نگهبانان به این نتیجه رسیدند که برای مقابله با این شورش، به تعداد بیشتری نگهبان نیاز است. نگهبانانی که در شیفت‌های دیگر کار می‌کردند داوطلب شدند تا «اضافه کار» داشته، و به در هم شکستن شورش کمک کنند. آن‌ها با کپسول‌های آتش‌نشانی به زندانیان حمله کردند، و این کار، بدون نظارت محققان انجام شد. نگهبانان متوجه شدند که با ۹ نگهبان می‌توانند ۹ زندانی را اداره کنند، اما نمی‌دانستند که با فقط ۳ نگهبان در هر شیفت چگونه می‌توانند این کار را بکنند. یکی از آن‌ها پیشنهاد کرد که برای کنترل آنها، از تاکتیک‌های روان‌شناسی استفاده کنند. آن‌ها یک «سلول ویژه» درست کردند که در آن، از زندانی‌هایی که در شورش شرکت نداشتند، با پاداش‌های مخصوصی پذیرایی می‌شد؛ مثلاً، به جای غذاهای حاضری، به آن‌ها یک غذای بسیار بهتر داده می‌شد. زندانی‌هایی که داخل سلول ویژه بودند، حاضر نشدند غذای خوب را بخورند، زیرا می‌خواستند با زندانیان دیگر هم شکل باشند.
بعد از فقط ۳۶ ساعت، یکی از زندانیان شروع کرد به «دیوانه‌وار» عمل کردن. زیمباردو می‌گوید که زندانی شمارهٔ ۸۶۱۲ شروع کرده به کارهای جنون‌آمیز، جیغ کشیدن، داد کشیدن، فحش دادن، و بشدت عصبانی شدن، طوری‌که انگار کنترلش را از دست داده‌است. مدتی طول کشید تا متوجه شدند که او واقعاً در رنج است و باید او را مرخص کنند.
نگهبانان زندانیان را مجبور می‌کردند تا شمارهٔ خود را تکرار کنند و با این کار، آن‌ها را حفظ کنند. آن‌ها می‌خواستند این ایده را در زندانیان تقویت کنند که هویت جدیدشان، یک عدد است. خیلی زود، نگهبان‌ها از این تکرار شماره‌ها به عنوان روش دیگری برای اذیت کردن زندانی‌ها استفاده کردند. هنگامی که زندانیان در شمردن اعداد اشتباه می‌کردند، آن‌ها از تنبیه بدنی به صورت کلاغ پر، بشین و پاشو، یا شنا استفاده می‌کردند. اوضاع بهداشتی به سرعت بد شد، و هنگامی بدتر شد که نگهبانان به بعضی زندانیان اجازه ندادند که ادرار یا دفع کنند. به عنوان تنبیه، به زندانیان اجازه داده نمی‌شد تا سطل‌های زباله و مدفوع را خالی کنند. تشک برای زندانی‌ها کالایی بسیار ارزشمند محسوب می‌شد. به همین دلیل، نگهبانان برای تنبیه زندانی‌ها، تشک‌هایشان را می‌گرفتند، و آن‌ها مجبور می‌شدند روی کف سیمانی بخوابند. بعضی زندانیان را مجبور کردند تا چند ساعت برهنه بمانند. این روش دیگری برای تحقیر کردن آن‌ها بود.
خود زیمباردو نیز جذب این آزمایش شده بود، و در آن، به عنوان سرپرست، فعالانه شرکت می‌کرد. روز چهارم، بعضی زندانیان در بارهٔ تلاش برای فرار صحبت می‌کردند. زیمباردو و نگهبانان تلاش کردند تا زندانیان را به یک ایستگاه پلیس واقعی ببرند که مکانی امن تر بود، اما کارمندان ادارهٔ پلیس گفتند که دیگر نمی‌توانند به شرکت در آزمایش زیمباردو ادامه دهند.
با ادامهٔ آزمایش، چند تن از نگهبانان به طرز فزاینده‌ای خشن و بیرحم شدند. محققان متوجه شدند که حداقل یک سوم نگهبانان تمایلات سادیسمی واقعی از خود نشان می‌دادند. اکثر نگهبانان از این که آزمایش بعد از فقط شش روز متوقف می‌شود، ناراحت بودند. بعضی از زندانبانان زندانیان را مجبور می‌کردند تا با دست خالی، توالت‌ها را بشورند.
زیمباردو می‌گوید که آزمودنی‌های زندانی، نقش خود را «درونی سازی» کرده بودند. دلیل زیمباردو این است که بعضی زندانیان می‌گفتند که می‌خواهند درخواست «آزادی به قول شرف» بدهند، حتی با این شرط که تمام درآمد خود از بابت شرکت در آزمایش را ضمیمهٔ آن کنند. اما، وقتی که درخواست آزادی به قول شرف آنها، همگی رد شد، هیچ‌یک از زندانی‌ها آزمایش را ترک نکرد. زیمباردو می‌گوید که بعد از از دست دادن کلّ پولی که بابت دوهفته قرار بود بگیرند، آن‌ها برای ادامه دادن به آزمایش هیچ دلیلی نداشتند، با این حال به آن ادامه دادند زیرا هویتی به نام «هویت زندانی» را درونی‌سازی کرده بودند. آن‌ها خودشان را زندانی می‌پنداشتند، و بنا بر این، در آزمایش باقی‌ماندند.
زندانی شمارهٔ ۴۱۶، یکی از زندانیان جدید (که از لیست انتظار زندانیان آمده بود)، نسبت به نحوهٔ برخورد با دیگران زندانیان اعتراض کرد. نگهبانان به این اعتراض با بدرفتاری بیشتری پاسخ دادند. وقتی که او از خوردن سوسیس‌هایش امتناع کرد، و گفت که اعتصاب غذا کرده‌است، نگهبانان او را داخل یک کمد، که به ابتکار خودشان آن را به «سلول انفرادی» تبدیل کرده بودند زندانی کردند. نگهبانان، بعد از آن، به دیگر زندانیان گفتند که با مشت به دیوارهٔ کمد بکوبند با صدای بلند، سر زندانی شمارهٔ ۴۱۶ داد بکشند. نگهبانان از این رویداد برای دشمن کردن دیگران زندانیان با زندانی شمارهٔ ۴۱۶ استفاده کردند. آن‌ها به دیگر زندانیان گفتند که اگر می‌خواهند او از سلول انفرادی آزاد شود، باید پتوهای خود را تحویل دهند و روی تشک خالی بخوابند. همه از این کار امتناع کردند بجز یک نفر.

#### خلاصه ی آنچه در آزمایش زندان استنفورد به مدت شش روز رخ داد:
نیمی از شرکت کنندگان در این مطالعه آزارهای ظالمانه و غیرانسانی توسط همسالان خود را تحمل کردند. در زمان‌های مختلف، آنها را طعنه می‌زدند، برهنه می‌کردند، از خواب محروم می‌شدند و مجبور می‌شدند از سطل‌های پلاستیکی به عنوان توالت استفاده کنند. برخی از آنها با خشونت قیام کردند. دیگران دچار هیستریک یا ناامیدی شدند. در حالی که اوضاع به هرج و مرج پیش می رفت، محققان در کنار آن ایستادند و تماشا کردند.و در نهایت پس از 6 روز این آزمایش به پایان رسید.

### توقف آزمایش
زیمباردو آزمایش را زود متوقف کرد به دو دلیل،
1. وضعیت بعضی آزمودنی‌ها بشدت در حال تخریب بود.
2. نامزدش، کریستینا مسلاک، یکی از دانشجویان فوق لیسانس روان‌شناسی، به وضعیت وحشتناک این زندان اعتراض کرد. زیمباردو از مسلاک خواسته بود تا دربارهٔ این آزمایش مصاحبه‌هایی انجام دهد، و مسلاک با دیدن وضعیت ناگوار آن، بشدت به زیمباردو اعتراض کرد و از او خواست به آن پایان دهد.

زیمباردو می‌گوید که از بین بیش از پنجاه نفر افرادی غیر ذی‌نفع که زندان را دیده بودند، مسلاک تنها کسی بود که اصول اخلاقی آن را زیر سئوال برد. بعد از فقط شش روز، آزمایش زندان استنفورد متوقف شد، زیرا بسیار زودتر، و بسیار بیشتر از آنچه محققان فکر می‌کردند، آزمایش به واقعیت تبدیل شده بود.

## نتیجه‌گیری

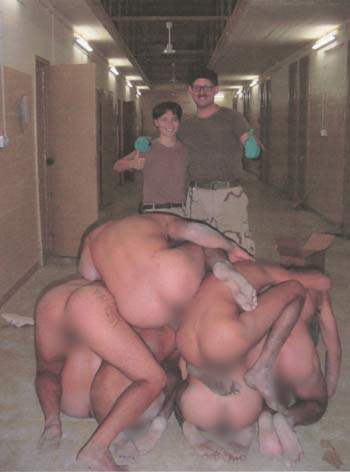
آزمایش دانشگاه استنفورد با شکنجه و آزار زندانیان ابوغریب که بعدها روی داد مقایسه شده‌است (در تصویر، لیندی اینگلند و چارلز گارنر در کنار زندانیان برهنهٔ روی‌هم‌سوارشده ژست گرفته‌اند)

آزمایش زندان استنفورد، نمایشی است از قدرت خارق العادهٔ موقعیت؛ و همچنین، قدرت هنجارهای سازمانی در درون محیط‌هایی مثل زندان را نشان می‌دهد. توجه داشته باشید که شرکت کنندگان، به‌طور شانسی در نقش زندانی یا زندانبان قرار داده شدند؛ بنابراین، هیچ چیزی در شخصیت یا بیوگرافی آن‌ها وجود نداشت که بتواند رفتار آن‌ها را توضیح دهد. با این که آنهایی که نقش نگهبان و زندانی را ایفا می‌کردند آزاد بودند تا هر طور که دلشان می‌خواهد رفتار کنند، تعاملات میان گروهی معمولاً منفی، خصمانه، و انسانیت زدا بود. این موضوع، به طرز اعجاب آوری، شبیه به همان چیزی است که در زندان‌های واقعی می‌بینیم. این یافته‌ها نشان می‌دهند که خودِ موقعیت (خودِ موقعیت زندان) به قدری پاتولوژیک است که می‌تواند رفتار انسان‌های عادی را خراب و در کانالی دیگر بیندازد.

## فیلم آزمایش
در سال ۱۹۹۲ مستندی ب نام Quiet Rage: The Stanford Prison Experiment با حضور زیمباردو ساخته شد. این مستند شامل تشریح کامل این آزمایش توسط زیمباردو، صحبت‌های اشخاص تحت آزمون و نیز تصاویر واقعی ثبت شده طی آزمون است.
در ۲۰۰۱ فیلمی سینمایی با نام Das Experiment بر اساس کتابی با نام جعبهٔ سیاه ساخته شد که خود بر اساس آزمایش زیمباردو نوشته شده بود. در ۲۰۱۰ این فیلم خود مبنای فیلمی با نام The Experiment قرار گرفت. 